# Château Ruddershove
Le château Ruddershove est un château situé dans la commune belge de Bruges.

## Histoire
En 1866, le domaine est acquis par Joseph Coppieters-Stochove, juge de paix à Bruges et fils de Charles Coppieters-Stochove. Il passe ensuite à son fils Ernest Coppieters-Stochove (nl), puis au fils de celui-ci, Hubert Coppieters-Stochove (nl), qui fait restaurer le château vers 1910.